# Tolomeo (figlio di Trasea)
Tolomeo (in greco antico: Πτολεμαῖος?, Ptolemaĩos; fl. III secolo a.C.) è stato un militare e funzionario egizio, prima al servizio di Tolomeo V Epifane e poi passato sotto il re seleucide Antioco III.

## Origini familiari
Tolomeo era figlio di Trasea, governatore militare (στρατηγός, strategós) di Cilicia e Celesiria, e quindi fratello di Apollonio, strategos di Celesiria, e Trasea. Il nonno di Tolomeo era Aeto I, strategos di Cilicia e sacerdote eponimo di Alessandro nel 253/252 a.C., mentre il cugino Aeto III, strategos di Cilicia e sacerdote eponimo di Alessandro nel 197/196 a.C.

## Biografia
La prima menzione di Tolomeo si ha nel 217 a.C., quando comandò una falange tolemaica insieme ad Andromaco di Aspendo nella battaglia di Rafah. Successivamente, nel 201 a.C., subito dopo l'inizio della quinta guerra siriaca, Tolomeo era governatore militare (στρατηγός, strategós) di Celesiria e Fenicia; insicuro però per l'instabilità politica del Regno tolemaico decise di cambiare fronte e passare sotto il comando dei seleucidi, che avevano invaso la Siria. Antioco III lo accettò e lo mantenne nel suo ruolo di strategos. Antioco, conquistati i territori, decise di non continuare ad attaccare ma di radicare la sua influenza: grazie a Tolomeo il passaggio dai Tolomei ai Seleucidi non rappresentò uno sconvolgimento per la popolazione, poiché il governatore sarebbe rimasto lo stesso.